# Inline-Speedskating-Weltmeisterschaften 2015
Die Weltmeisterschaften fanden vom 13. bis 22. November 2015 im taiwanischen Kaohsiung statt.

## Frauen
| Distanz              | Gold                                                  | Silber                                                    | Bronze                                                |
| Bahn                 | Bahn                                                  | Bahn                                                      | Bahn                                                  |
| -------------------- | ----------------------------------------------------- | --------------------------------------------------------- | ----------------------------------------------------- |
| 300 m Einzelsprint   | So-Yeong Shin                                         | Stephanie Hurtado                                         | Jercy Puello                                          |
| 500 m Sprint         | Jercy Puello                                          | So-Yeong Shin                                             | Ho-Chen Yang                                          |
| 1000 m Sprint        | Sandrine Tas                                          | Jin-Seon Lim                                              | Mareike Thum                                          |
| 10000 m Punkte-Auss. | Hyo-Sook Woo                                          | Ga-Ram Yu                                                 | Ho-Chen Yang                                          |
| 15000 m Ausscheidung | Fabiana Arias                                         | Hyo-Sook Woo                                              | Ga-Ram Yu                                             |
| 3000 m Staffel       | Taiwan Ho-Chen Yang Chia-Pei Kuo Meng-Chu Li          | KolumbienJohana Viveros Fabiana Arias Paola Segura        | DeutschlandMareike Thum Laethisia Schimek Sabine Berg |
| Straße               |                                                       |                                                           |                                                       |
| 100 m Einzelsprint   | Maria Jose Moya                                       | Erin Jackson                                              | Giulia Bongiorno                                      |
| 1 Runde              | Andrea Hellen Montoya                                 | Jercy Puello                                              | Victoria Rodriguez Lopez                              |
| 10000 m Punkte       | Ga Ram Yu                                             | Clémence Halbout                                          | Yi Hsuan Liu                                          |
| 20000 m Ausscheidung | Johana Viveros                                        | Ho Chen Yang                                              | Fabiana Arias                                         |
| 5000 m Staffel       | KolumbienStephanie Hurtado Fabiana Arias Paola Segura | DeutschlandKatharina Rumpus Laethisia Schimek Sabine Berg | SüdkoreaSo Yeong Shin Yi Seul An Seul Lee             |
| Langstrecke          |                                                       |                                                           |                                                       |
| 42195 m Marathon     | Sandrine Tas                                          | Ho Chen Yang                                              | Yi Hsuan Liu                                          |

## Männer
| Distanz              | Gold                                                       | Silber                                                | Bronze                                            |
| Bahn                 | Bahn                                                       | Bahn                                                  | Bahn                                              |
| -------------------- | ---------------------------------------------------------- | ----------------------------------------------------- | ------------------------------------------------- |
| 300 m Einzelsprint   | Andrés Jiménez                                             | Juan Perez                                            | Myung-Kyu Lee                                     |
| 500 m Sprint         | Edwin Estrada                                              | Jhoan Guzman                                          | Andrés Jiménez                                    |
| 1000 m Sprint        | Andrés Jiménez                                             | Andrea Agudelo                                        | Alexis Contin                                     |
| 10000 m Punkte-Auss. | Alexis Contin                                              | Stefano Mareschi                                      | Gwan-Ho Choi                                      |
| 15000 m Ausscheidung | Alexis Contin                                              | Riccardo Bugari                                       | Ewen Fernandez                                    |
| 3000 m Staffel       | SüdkoreaSeung-Gi Hong Myung-Kyu Lee Gwang-Ho Choi          | FrankreichEwen Fernandez Alexis Contin Elton de Souza | VenezuelaJhoan Guzman Julio Mirena Gerardo Galviz |
| Straße               |                                                            |                                                       |                                                   |
| 100 m Einzelsprint   | Juan Perez                                                 | Jhoan Guzman                                          | Ioseba Fernandez                                  |
| 1 Runde              | Edwin Estrada                                              | Gwendal Le Pivert                                     | Albrecht Simon                                    |
| 10000 m Punkte       | Jorge Bolanos                                              | Ewen Fernandez                                        | Riccardo Bugari                                   |
| 20000 m Ausscheidung | Juan Sanz                                                  | Ewen Fernandez                                        | Jorge Bolanos                                     |
| 5000 m Staffel       | FrankreichEwen Fernandez Gwendal Le Pivert Darren de Souza | KolumbienAndrés Jiménez Andrea Agudelo Daniel Zapata  | SüdkoreaSeung Gi Hong Myung Kyu Lee Young Woo Lee |
| Langstrecke          |                                                            |                                                       |                                                   |
| 42195 m Marathon     | Ewen Fernandez                                             | Julio Mirena                                          | Elton de Souza                                    |

## Medaillenspiegel
| Platz | Land               | Gold | Silber | Bronze | Gesamt |
| ----- | ------------------ | ---- | ------ | ------ | ------ |
| 1.    | Kolumbien          | 11   | 6      | 3      | 20     |
| 2.    | Frankreich         | 4    | 5      | 3      | 12     |
| 3.    | Südkorea           | 4    | 4      | 5      | 13     |
| 4.    | Belgien            | 2    | 0      | 0      | 2      |
| 5.    | Taiwan             | 1    | 2      | 4      | 7      |
| 6.    | Ecuador            | 1    | 0      | 1      | 2      |
| 7.    | Chile              | 1    | 0      | 0      | 1      |
| 8.    | Venezuela          | 0    | 3      | 1      | 4      |
| 9.    | Italien            | 0    | 2      | 2      | 4      |
| 10.   | Deutschland        | 0    | 1      | 3      | 4      |
| 11.   | Vereinigte Staaten | 0    | 1      | 0      | 1      |
| 12.   | Argentinien        | 0    | 0      | 1      | 1      |
| 12.   | Spanien            | 0    | 0      | 1      | 1      |